# Оларій-Векі
Оларій-Векі (рум. Olarii Vechi) — село у повіті Прахова в Румунії. Входить до складу комуни Оларі.
Село розташоване на відстані 40 км на північ від Бухареста, 21 км на південний схід від Плоєшті, 106 км на південний схід від Брашова.

## Населення
За даними перепису населення 2002 року у селі проживали 874 особи, усі — румуни. Усі жителі села рідною мовою назвали румунську.